# Bertrand Piccard
Bertrand Piccard (Lausanne, 1 maart 1958) is een Zwitsers psychiater en ballonvaarder.

## Luchtvaartpionier
Piccard realiseerde als eerste een non-stop ballonvaart rond de wereld. Samen met de Brit Brian Jones lukte hem dat in de Breitling Orbiter 3 bij zijn derde poging van 1 tot 21 maart 1999. Hij werd daarbij genavigeerd door het KMI te Ukkel voor het bepalen van de ideale hoogte, om gebruik te kunnen maken van de straalstroom.
Hetzelfde team (Luc Trullemans en David Dehenauw van het KMI) bereidde een nieuwe vlucht van Bertrand Piccard voor: rond de wereld met een uitsluitend door zelf opgewekte zonne-energie aangedreven vliegtuigje, de Solar Impulse 2 geheten. Die vlucht startte maart 2015 in Abu Dhabi en verliep voorspoedig zodat in juli 2015 Hawai werd bereikt. Nazicht van de zonnebatterijen hield het toestel echter tot april 2016 aan de grond. Op 23 juni 2016 landde Piccard met de Solar Impulse in Spanje na de eerste zonne-solovlucht over de Atlantische Oceaan. Uiteindelijk werd in juli het afsluitende traject tot Abu Dhabi volbracht.

## Familie
Bertrand Piccard is de zoon van de oceanograaf Jacques Piccard (1922–2008) en de kleinzoon van Auguste Piccard (1884–1962).